# Jeff (álbum)
Jeff es el noveno álbum de estudio del guitarrista británico Jeff Beck, publicado por Epic Records en 2003. La canción "Plan B" le valió a Beck un Premio Grammy en la categoría de mejor interpretación instrumental de rock en 2004.

## Lista de canciones
| N.º | Título                             | Duración |  |
| 1.  | «So What»                          | 4:19     |  |
| 2.  | «Plan B»                           | 4:49     |  |
| 3.  | «Pork-U-Pine»                      | 4:06     |  |
| 4.  | «Seasons»                          | 3:48     |  |
| 5.  | «Trouble Man»                      | 3:34     |  |
| 6.  | «Grease Monkey»                    | 3:34     |  |
| 7.  | «Hot Rod Honeymoon»                | 3:33     |  |
| 8.  | «Line Dancing with Monkeys»        | 5:18     |  |
| 9.  | «JB's Blues»                       | 4:20     |  |
| 10. | «Pay Me No Mind (Jeff Beck Remix)» | 3:18     |  |
| 11. | «My Thing»                         | 4:10     |  |
| 12. | «Bulgaria»                         | 2:00     |  |
| 13. | «Why Lord Oh Why?»                 | 4:41     |  |

## Listas de éxitos
| Año  | Lista          | Posición |
| ---- | -------------- | -------- |
| 2003 | Francia        | 92       |
| 2003 | Estados Unidos | 122      |